# Kościół św. Stanisława Biskupa i Męczennika w Starym Zamku
Kościół św. Stanisława Biskupa i Męczennika – rzymskokatolicki kościół parafialny we wsi Stary Zamek, należący do dekanatu Sobótka archidiecezji wrocławskiej.
Świątynia późnoromańska powstała w XIII w., obecnie stanowi jeden z najznakomitszych tego typu obiektów sakralnych na Dolnym Śląsku. Do czasów obecnych zachowały się liczne elementy romańskie, w południowej kruchcie portal z 1257-1261 fundacji biskupa Tomasza. Znajdują się na nim płaskorzeźby z wyobrażeniem Madonny Tronującej i biskupa Tomasza, a także scena z legendy o świętym Tomaszu. W prezbiterium wmurowano bazę i kapitel kolumny romańskiej z połowy XIII w oraz zwornik. We wschodniej ścianie kruchty rzeźba lwa prawdopodobnie z XII w., w południowej nawie okienko z czasów budowy świątyni. Gotycki północny portal prezbiterium, portal zakrystii z ok. 1520, w loży kolatorskiej fragment ołtarza przedstawiającego Zwiastowanie Pańskie z końca XV w., na wschodniej ścianie prezbiterium fragment sakramentarium z XV w., ołtarz główny flankują rzeźby św. Stanisława i św. Wacława z 1495. Z okresu renesansu pochodzą m.in. znajdujące się w północnej ścianie nawy epitafium Jana Warkocza i jego żony Weroniki z 1569, w ścianie południowej epitafium G. von Gelhorna i jego żony z 1598, w prezbiterium drewniana, polichromowana tablica herbowa z ok. 1600, empora i płyta nagrobna w posadzce kruchty z ok. 1600, polichromowany strop deskowy w zakrystii. Ponadto w kościele znajduje się m.in. barokowy ołtarz główny z 1714 z krucyfiksem z końca XVIII w., ambona z 1714 i rzeźby. Na plebanii znajduje się gotycka rzeźba Chrystusa Zmartwychwstałego.